# International Network of Churches

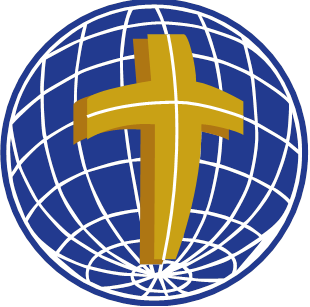
El globo terráqueo y la cruz, el símbolo internacional de Christian Outreach Centre Internacional, entre 1974 y 2013

International Network of Churches (Red internacional de iglesias, en español), más conocida por sus siglas INC, es una organización internacional de iglesias protestantes, fundada en 1974. Su sede principal está en Queensland, Australia.

## Historia
Clark Taylor, fundador del entonces Christian Outreach Centre había estado participando y preparándose para asumir el ministerio en la Iglesia Metodista, antes de comenzar el proyecto que sería la primera congregación Christian Outreach Centre, la cual en un principio funcionaba en su casa con sólo 25 miembros.
La iglesia creció rápidamente, superando una serie de problemas, lo que hizo que se ganaran una reputación para la inclusión de personas marginadas, como las personas sin hogar, los aborígenes australianos, granjeros y personas de diferentes clases sociales.
En 1977, el entonces COC acreditaba una membresía de más de 1.000 personas, y comenzó a establecer nuevas congregaciones en los pueblos cercanos con la vision de llevar el evangelio por toda Australia.
Para poder financiar los costos de la creciente congregación, se decide producir el programa de televisión A New Way of Living, en el que se incluyen muchas afirmaciones de sanidades milagrosa.
En 1985, la iglesia se trasladó a Brisbane - Queensland, donde se instaló un auditorio de 5000 asientos. En la actualidad se conoce como The Citipointe Church. una de las congregaciones con mayor influencia en Australia
La instalación del movimiento COC ha tenido un impacto político en Australia, específicamente en la ciudad de Queensland.
Para 1988, el movimiento había crecido a tal nivel que ya registraba 136 iglesias en Australia, incluyéndose locaciones en Nueva Zelanda y en las Islas Salomón.

### Un Nuevo tiempo.
A partir de 1990, el Reverendo Clark Taylor determinó abandonar la presidencia del movimiento, siendo sustituido por Neil Miers, quien fue nombrado Presidente Nacional del COC.
Años más tarde Neil Miers presenta su renuncia al cargo en Australia, y es sustituido por David Macdonald y posteriormente por Ross Abraham, que encabeza a COC en Australia y el Pacífico Sur hasta hoy.

### Expansión internacional
Para los años 90, el COC (Christian Outreach Centre)  estando bajo el liderazgo de Neil Miers, comienza a expandirse a otros países de Europa y América, pudiendo instalarse en más de 30 países.
Actualmente el movimiento es presidido internacionalmente por Ashley Schmierer, y está presente en países como Australia, Argelia, Argentina, Bangladés, Brasil, Bulgaria, Chile, Colombia, Dinamarca, Ecuador, Egipto, Filipinas, Fiyi, Francia, Inglaterra, Islandia, Kenia, India, Malasia, Malta, Nepal, Nueva Zelanda, Pakistán, Perú, República Dominicana, Serbia, Sudáfrica, Tonga, Ucrania, Vanuatu, Venezuela y Zambia.

### Cambio de marca
El 1 de octubre de 2013, en vísperas de su 40° aniversario, Christian Outreach Centre cambia su nombre y logotipo, pasando a llamarse International Network of Churches o INC, adoptando el lema Born for More (en inglés), Nacido para más (en español).
Descrito como "la construcción en el pasado", en lugar de separarse de ella y crear una nueva red internacional de iglesias; afirmando que las características "audacia, acción y confiabilidad" reflejan el ADN del movimiento. 
Hoy en día, la dirección de 'INC' es encabezada por el inglés Ashley Schmierer en su rol de presidente internacional, seguido por el pastor australiano Ross Abraham como presidente nacional del movimiento en Oceanía y las islas del pacífico Sur; mientras que el Chileno Maickel Caroca es la máxima autoridad del movimiento para Latinoamérica.